# 七軒村
七軒村（しちけんむら）は山形県西村山郡にあった村。現在の大江町西部にあたる。

## 地理
- 山：地ノ沢山、御館山、田代山、高鳥屋山、伏辺山、鳥原山、小朝日岳、古寺山、明手山、大頭森山、金池山、獅畑山、境杉山、菅沼山、高平山、橡畑山、滝前山、金華山
- 河川：月布川

## 歴史
- 1889年（明治22年）4月1日 - 町村制の施行により、貫見村、沢口村、柳川村、黒森村、小柳村、小清村、勝生村の区域をもって発足。
- 1954年（昭和29年）10月1日 - 本郷村と合併して漆川村が発足。同日七軒村廃止。